# Dasyleurotettix lobulatus
Dasyleurotettix lobulatus är en insektsart som först beskrevs av Carl Stål 1861.  Dasyleurotettix lobulatus ingår i släktet Dasyleurotettix och familjen torngräshoppor. Inga underarter finns listade i Catalogue of Life.